# Белгородский проезд
Белгоро́дский прое́зд — небольшая улица в центре Москвы в Басманном районе между Чистопрудным бульваром и улицей Покровка.

## История
Своим названием — XIX века — проезд обязан Белому городу, крепостной стене, огораживавшей Москву с конца XVI по XVIII века. Стена была построена из подмосковного белого камня. Протяженность её была около 10 км, высота — около 10 м, толщина 4,5—6 м; стена Белого города насчитывала 27 башен, в 10 из которых были ворота. К середине XVIII века укрепление потеряло оборонительное значение, и во 2-й половине XVIII века стена была разобрана. Позже на её месте были разбиты бульвары Бульварного кольца.

## Описание
Белгородский проезд является небольшой улицей, которая фактически является добавочным крылом и продолжением Чистопрудного бульвара. Проезд начинается как продолжение внешней стороны Чистопрудного бульвара от улицы Макаренко, проходит на юго-восток параллельно площади Покровские Ворота и выходит на Покровку напротив памятнику Чернышевскому и Лепёхинскому тупику. Домов за проездом не числится.